# Quinto constitucional

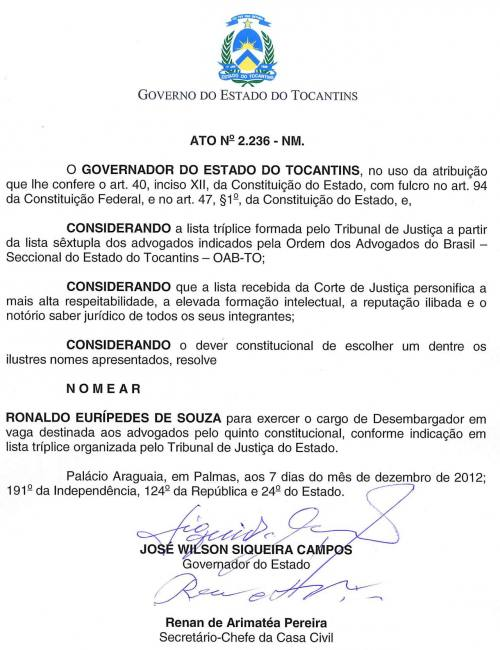
Ato de José Wilson Siqueira Campos de uma nomeação conforme a regra do quinto constitucional.

O quinto constitucional, previsto no artigo 94 da Constituição brasileira de 1988, é um dispositivo jurídico que determina que um quinto das vagas de determinados tribunais brasileiros seja preenchido por advogados e membros do Ministério Público (Federal, do Trabalho ou do respectivo Estado, caso se trate respectivamente da justiça federal, do trabalho ou estadual), e não por juízes de carreira.
A regra do quinto constitucional aplica-se aos Tribunais Regionais Federais (TRFs), aos Tribunais de Justiça (TJs) de cada Estado e do Distrito Federal e, a partir da emenda constitucional n.º 45, de 2004 (conhecida como "a reforma do Poder Judiciário"), ao Tribunal Superior do Trabalho (TST) e aos Tribunais Regionais do Trabalho (TRTs), conforme arts. 111-A e 115 da própria Constituição Federal, apesar de o texto do art. 94 não ter sofrido qualquer modificação pela referida emenda.
Para se candidatar a uma vaga destinada ao quinto, os integrantes do Ministério Público precisam ter, no mínimo, dez anos de carreira. Os advogados, além de mais de dez anos de efetivo exercício profissional, devem também possuir notório saber jurídico e reputação ilibada.

## Procedimento
Cada órgão, a Ordem dos Advogados do Brasil ou o Ministério Público, formará uma lista sêxtupla para enviá-la ao Tribunal onde ocorreu a abertura da vaga de ministro (no Tribunal Superior do Trabalho) ou desembargador (nos demais casos). O tribunal, após votação interna para a formação de uma lista tríplice, remete-a ao chefe do Poder Executivo, que nomeará um dos indicados.

## Exemplos notórios
Entre os magistrados que ingressaram em tribunais pelo quinto constitucional da advocacia incluem-se Aldir Passarinho Junior (TRF-1), Alexandre Freitas Câmara (TJ-RJ), Aurélio do Carmo (TJ-PA), Carlos Alberto Menezes Direito (TJ-RJ), Francisco Falcão (TRF-5), Gilson Dipp (TRF-4), Humberto Martins (TJ-AL), Jorge Mussi (TJ-SC), José Carlos Barbosa Moreira (TJ-RJ), Kassio Nunes Marques (TRF-1), Luiz Zveiter (TJ-RJ), Maria Cristina Peduzzi (TST), Messod Azulay (TRF-2), Milton Nobre (TJ-PA), Osvaldo Aranha Bandeira de Melo (TJ-SP), Raul Araújo (TJ-CE), Ricardo Lewandowski (TJ-SP), Rizzatto Nunes (TJ-SP), Teori Zavascki (TRF-4) e Waldemar Zveiter (TJ-RJ). 
Os oriundos do quinto pelo Ministério Público incluem Cândido Rangel Dinamarco (TJ-SP), Carlos Eduardo Thompson Flores Lenz (TRF-4), Ellen Gracie Northfleet (TRF-4), Isabel Gallotti (TRF-1), Ítalo Mendes (TRF-1),  Ives Gandra Martins Filho (TST), Marcelo Navarro Ribeiro Dantas (TRF-5), Marco Aurélio Mello (TRT-1) e Teodoro Silva Santos (TJ-CE).